# 無性生殖
無性生殖（むせいせいしょく、英: asexual reproduction）とは、生殖の方法のひとつで、1つの個体が単独で新しい個体を形成する方法である。ただし、生殖細胞が単独で新個体となる単為生殖は減数分裂および組み替えを伴うため有性生殖に含むことがある。生殖器官を使用していても生殖細胞が絡まない場合（アポミクシスなど）は染色体の振る舞いがクローンと同じため無性生殖である。

## 概要
親の体の一部が独立して新個体になったり、生殖細胞が他の細胞と融合せずに単独で発生や発芽を始めたりすることである。
進化生物学では、遺伝的組み換えなしにクローンの子孫を作ることを無性生殖という。
第一の定義から言って、最も単純に無性生殖と見なしやすいのは分裂である。単細胞生物の多くが細胞分裂によって個体を増やす。多細胞生物の場合、その体が大きく二つに割れて数を増やす場合をこう呼ぶ。
新個体が当初は小さな形で作られ、次第に大きくなって独立する場合を出芽という。
他に、単細胞ないし少数細胞からなる散布体を胞子とよぶ。胞子に鞭毛があって運動する場合は「遊走子」という。
高等植物などに見られる、芽が独立してむかごとなったり、匍匐茎から新しい株を作るなど、栄養体の変形が繁殖に用いられるものを栄養生殖と呼ぶ。コケ植物や地衣類で、栄養体のごく一部が独立して小さな散布体となったものは芽子という。
また、有性生殖の結果で生じるはずの接合子を単独個体が作ってしまう単為生殖も、場合によっては実質的に無性生殖といえる。

## 有性生殖との関係
有性生殖は細胞の融合によって新しい個体を作るため、新しい遺伝子の組み合わせが生じる。これに対し無性生殖では、体細胞分裂を基本として新しい個体を生み出すため、発生した新個体は完全に親と同じ遺伝情報を持つもの、すなわちクローンとなる。この場合、親が生存できる環境下において、親個体と同じ親と同じ性質（遺伝情報）を持つ個体が得られるから、似た環境下では一定の成功が保証されることになる。また、有性生殖と比較した場合、配偶のためのコストがかからないため個体数増加がより容易である。

他方、有性生殖では遺伝的多様性が得られるので、多様な環境に適応できる子孫を生じると思われている。大部分の真核生物は生活環の上のどこかで有性生殖を行い、無性的にのみ個体を増やす種や系統は少ない。生殖細胞が休眠するミズカビ類や、単為生殖で増加し、有性生殖で休眠卵を生じるミジンコ・アブラムシなどは、環境条件がよい場合は無性生殖で個体数を増やし、環境の悪化や攪乱に伴って（あるいは予想される場合に）有性生殖を行う。イチゴ類、イモ類やキノコ類など植物や菌類では、親個体に近い場所へは匍匐枝、塊茎、塊根、菌糸、菌核など無性的な散布体を生産し、担子胞子や子嚢胞子、種子といった遠方への散布体は有性生殖で生産するものがある。

## 胞子
胞子形成は、無性生殖の一つと見なされる。胞子が単独で発芽し、新個体を形成するためである。ただし、形成過程から考えると、大きく二つの場合がある。一つは体細胞分裂によって形成される胞子である。ケカビなど接合菌の胞子のう胞子、アオカビなど不完全菌の分生子、ミズカビ類の遊走子などがこの例である。この場合、その胞子の発芽によって生じる新個体は、親と同じ遺伝形質を持つ。
もう一つは、減数分裂によって形成されるもので、シダ植物・コケ植物・種子植物や、さまざまな藻類、変形菌などがそのような胞子を形成する。かつてはこのような胞子を「真性胞子」と呼んで区別したこともある。
これらの生物では胞子を形成する体は核相が複相、すなわち2nであり、減数分裂によって生じる胞子は単相(n)である。胞子が単独で発芽すれば、それによって生じる体はやはり単相(n)となる。普通、この単相の体は配偶子を形成し、それらが接合して複相の体に発達する、いわゆる世代交代が見られる。そこで、複相の体を胞子体、単相の体を配偶体と呼ぶ。そして、配偶体は配偶子を作るのでこれを有性世代、胞子体は胞子を作るので無性世代とも呼ばれる。
これらの胞子は確かに単独で発芽し、その限りでは無性生殖的なのであるが、それによって生じる体は胞子を形成する体とは異なったものである。分裂や出芽を無性生殖とするならば、これらをそれと同等に扱うことはできない。むしろ接合と減数分裂によって構成される有性生殖環の一部と考えるべきである。近年は無性世代という呼び方もしない場合が多い。
ほかに子のう菌類の子のう胞子、担子菌類の担子胞子なども減数分裂によって形成される。しかし、これが無性生殖と言われることはなく、菌類学では伝統的に有性生殖として扱われた。